# Novakovići
Novakovići är ett samhälle i Montenegro. Det ligger i den centrala delen av landet. Novakovići ligger 1 488 meter över havet och antalet invånare är 161.
Terrängen runt Novakovići är kuperad. I omgivningarna runt Novakovići växer i huvudsak blandskog och gräsmarker.